# 五月の夜 (ブラームス)
『五月の夜』（ごがつのよる、ドイツ語: Die Mainacht）Op.43-2は、ヨハネス・ブラームスの作曲した歌曲。

## 楽曲
1864年、あるいは1866年に作曲され、「永遠の愛」などとともに1868年出版の『4つの歌曲』Op.43に収められた。詩はルートヴィヒ・ヘルティによるもので、フランツ・シューベルト (D194) やファニー・メンデルスゾーン (Op.9-6) も同じ詩に付曲している。ブラームス中期の歌曲を代表するものの一つで、門馬直美は「暗くて寂しいしかも甘さのある名曲」と形容している。
「非常にゆるやかに、表情豊かに」、変ホ長調、4/4拍子。三部形式の各部分が詩の3つの連に対応している。落ち着いた歌い出しで始まり、中間部はロ長調に転じて高まったのち、ピアノの伴奏音型が三連符に変化して冒頭の旋律が回帰する。
冒頭の短い楽想から敷衍して全曲が構成されており、後年、友人のジョージ・ヘンシェルに宛てた手紙の中でブラームスはこの作品に言及して自身の作曲法を述べている。ウォルター・フリッシュ（Walter Frisch）は「1860年代前半の室内楽の大作で探究された発展的変奏（developing variation）の技法が、中期の歌曲の中でおそらく最も効果的に用いられている」とする。
冒頭

## 歌詞
4連の原詩のうち、第2連をブラームスは省略している。
Wann der silberne Mond durch die Gesträuche blinkt,

Und sein schlummerndes Licht über den Rasen streut,

Und die Nachtigall flötet,

Wandl' ich traurig von Busch zu Busch.

Überhüllet von Laub girret ein Taubenpaar

Sein Entzücken mir vor; aber ich wende mich,

Suche dunklere Schatten,

Und die einsame Träne rinnt.

Wann, o lächelndes Bild, welches wie Morgenrot

Durch die Seele mir strahlt, find ich auf Erden dich?

Und die einsame Träne

Bebt mir heißer die Wang herab!